# Left 4 Dead 2
Left 4 Dead 2 — відеогра, кооперативний шутер від першої особи з елементами survival horror, розроблений компанією Valve Corporation та виданий Electronic Arts, сиквел Left 4 Dead. Випущена для Microsoft Windows та Xbox 360 17 листопада 2009 року в США і 20 листопада в ЄС та Великої Британії. Світова прем'єра відбулася в 2009 році на всесвітній ігровій виставці E3. 5 жовтня 2010 року гра стала доступна на Mac OS X, 2 липня 2013 року — на Linux.
Як і в оригіналі, дія Left 4 Dead 2 відбувається в період після витоку невідомого вірусу, який зомбує людей і призвів до хаосу у всьому світі. В центрі уваги — виживання чотирьох людей зі стійким імунітетом до вірусу і їхня боротьба з ордами заражених. Уцілілі повинні пробиватися через рівні, розділені притулками (англ. safe room) — добре захищеними та укріпленими приміщеннями, недосяжними для заражених будь-якого типу (що діють як контрольні точки), з метою досягнення рятувального транспорту в фіналі кампанії.
Одразу після виходу гра мала великий успіх та отримала безліч позитивних відгуків. Як і в першій частині гри, розробникам вдалося добре передати атмосферу жаху та відчаю, які панують в результаті поширення невідомого вірусу, що виник в ігровому всесвіті та перетворив людей у монстрів. Завдяки роботі «Режисера» (штучного інтелекту, що стежить за грою та впливає на геймплей), кожне проходження гри унікальне та неповторне, а наголос на командні дії робить гру однією з найкращих серед кооперативних шутерів. Також унікальність цієї серії шутерів надає незвичайний мережевий режим, в якому команди супротивників поставлені в різні умови: одні грають за Уцілілих, а інші — за особливих Заражених. Як і перша частина, гра створена на власному рушієві Valve Corporation — Source версії 15 для платформ Windows NT, Xbox 360, Mac OS X, Linux.
23 грудня 2009 року була додана офіційна підтримка карт та аддонів з першої частини гри. Також був випущений SDK.

## Ігровий процес
Як і в попередній грі, гравець виступає в ролі одного з Уцілілих під час епідемії зомбі-вірусу. Борючись із зомбі, Уцілілі спільно діють, щоб пройти до наступного сховку. Проходження кожного рівня Left 4 Dead 2 подано як епізод фільму.
Кожен персонаж може нести два види зброї, гранату, аптечку, склянку знеболювального та ін'єктор. Уцілілі володіють запасом здоров'я, коли він вичерпується, персонаж падає і не може рухатись, проте може вести неприцільний вогонь. В нього лишається запас тимчасового здоровʼя, що поступово вичерпується і якщо інший гравець не допоможе встати, він помре остаточно. Аптечки лікують персонажа, дефібрилятор дозволяє повертати до життя мертвих товаришів, знеболювальні пігулки тимчасово поповнюють запас здоров'я, а шприци з адреналіном дозволяють виконувати всі дії швидше. Коли всі четверо персонажів знерухомлені або загинули, Уцілілі програють.
У Left 4 Dead 2 додано три нових види особливих заражених:
- Бурмило — чоловік з гіпертрофованою правою рукою, здатний вриватися в групу Уцілілих та забирати одного з них із собою і таранити його об перешкоди. Також може притискати персонажа до землі, тим самим знерухомлюючи.
- Плювальниця — заражена жінка, котра плюється кислотою. При загибелі лишає по собі отруйну калюжу, що тримається кілька секунд. Стоячи в кислоті, персонаж постійно втрачає здоров'я
- Жокей — чоловік, який бігає на чотирьох і прагне застрибнути на плечі Уцілілим. Коли Жокею це вдається, він змушує персонажа йти до заражених або в небезпечне місце.

В порівнянні з Left 4 Dead графіка зазнала ряду поліпшень: додано погодні явища; деталізованіші текстури, анімація заражених та фізика ушкоджень (додано відривання кінцівок, бризки крові, рани від куль).

## Сюжет
США потерпає від епідемії невідомого вірусу, який викликає в інфікованих симптоми сказу з мутаціями тіла, перетворюючи їх на зомбі. За два тижні епідемія розповсюдилась на декілька штатів і влада зайшлась до крайніх заходів, розпочавши масову евакуацію з інфікованих зон. Чотири головних герої, які мають імунітет до вірусу, не встигли евакуюватися з іншими і тепер намагаються знайти інший шлях для порятунку, пробиваючись крізь орди інфікованих.
Гра складається з тринадцяти кампаній. Шість із них портовані з першої частини та розповідають про пригоди оригінальної четвірки Уцілілих (кампанії «Без милосердя», «Руйнівний курс», «Смертельний дзвін», «Смерть у повітрі», «Кривава жнива» та «Жертва»). Наступні шість кампаній присвячені пригодам нової четвірки Уцілілих. Події, в яких беруть участь нові Уцілілі, відбуваються в південній частині США, гра починається у місті Саванна та закінчується у Новому Орлеані. Уцілілих звуть: Рошель, Еліс, Тренер, та Нік. Остання, тринадцята кампанія «Холодний потік» сюжетно не пов'язана з іншими.
- «Мертвий центр» ― у Саванні, штат Джорджія, четверо незнайомих досі людей не встигають на останній евакуаційний гелікоптер. Тож вони змушені об'єднатися і прямують до наступного місця евакуації в торговому центрі. Уцілілі пробиваються через палаючий готель і міські вулиці, наповнені зараженими, після чого потрапляють до сусіднього торгового центру, що теж виявляється наповненим зараженими. Проте Уцілілі заправляють виставковий гоночний автомобіль і тікають на ньому.
- «Темний карнавал» ― виїхавши на автостраду із Саванни, Уцілілі невдовзі змушені покинути автомобіль через барикаду з покинутих авто. Пішки вони дістаються до парку розваг «Шепотливі дуби». Поки прибуває патрульний рятувальний гелікоптер, Уцілілі йдуть крізь парк і його атракціони. Вони виходять на концертну сцену та подають звідти сигнал рятувальниками.
- «Болотяна лихоманка» ― пілот гелікоптера, який врятував Уцілілих, виявляється зараженим. Пасажири змушені вбити його та здійснити аварійну посадку в бухті Міссісіпі. Знайшовши свідчення того, що десь серед боліт розташовано безпечну зону, вони вирушають туди. Уцілілі мають покинуту ферму алігаторів, місце падіння авіалайнера та занедбане містечко. Зрештою, вони досягають маєтку на плантації, де їм доводиться стримувати орди заражених, поки Уцілілих не забирає капітан Вірджил на рятувальному човні в Новий Орлеан.
- «Злива» ― човну бракує палива, щоб дістатися до Нового Орлеана. Вірджил відряджає Уцілілих у занедбане місто Дукатель, штат Міссісіпі, щоб знайти більше палива. Забувши сигнальні ракети, Уцілілі не можуть повідомити свого розташування, до того ж на місто насувається ураган. Вони прямують до автозаправки крізь приміські вулиці, наповнені зараженими, і напівзруйнований завод. Добувши пальне, вони повертаються назад тим же шляхом і подають сигнал Вірджилу.
- «Парафія» ― Вірджил залишає Уцілілих у Новому Орлеані, а сам вирушає на пошуки інших, кому вдалося врятуватися. Уцілілі виявляють, що місто вже наповнене зараженими, тому доводиться пробиватися вулицями Французького кварталу, покинутою зоною карантину військових і кладовищем до гелікоптера. На ньому Уцілілі вирушають до флотилії круїзних кораблів під військовим командуванням, що пливе в Мексиканську затоку.
- «Холодний потік» — додаткова, окремо завантажувана кампанія. Група Уцілілих подорожує лісистою місцевістю та знаходить бункер, але він виявляється наповнений зараженими. Потрапивши звідти до струмка, вони йдуть уздовж нього до автомобільного тунелю, минувши який, потрапляють на сміттєзвалище та бачать як військові бомблять місцевість. Їм удається знайти сховок біля водоочисної станції та послати сигнал рятувальникам. Ліс навколо загоряється, а заражені нападають на Уцілілих, але врешті Уцілілим вдається вибратися на дах станції, звідки їх забирає гелікоптер.